# 오가와촌 (군마현)
오가와촌(일본어: 大川村)은 일본 군마현 오라군에 설치되었던 촌이다. 현재의 오이즈미정에 해당한다.